# Ilha Solteira
Ilha Solteira is een gemeente in de Braziliaanse deelstaat São Paulo. De gemeente telt 25.144 inwoners (schatting 2009).

## Geografie
Direct ten westen grenst de gemeente aan de Paraná. In deze rivier ligt de Ilha Solteiradam met een waterkrachtcentrale.

### Aangrenzende gemeenten
De gemeente grenst aan Andradina, Itapura, Pereira Barreto, Rubinéia, Suzanápolis, Aparecida do Taboado (MS) en Selvíria (MS).

## Religie
Het christendom is als volgt in de stad aanwezig:

### Katholieke Kerk
De katholieke kerk in de gemeente maakt deel uit van het bisdom Jales.

### Protestantse Kerk
De meest uiteenlopende evangelische overtuigingen zijn aanwezig in de stad, voornamelijk pinkstergelovigen, waaronder onder meer de Assemblies of God in Brazilië (de grootste evangelische kerk van het land) en de Christelijke Congregatie in Brazilië. Deze denominaties groeien steeds meer in heel Brazilië.